# 윌리엄 허셜 망원경

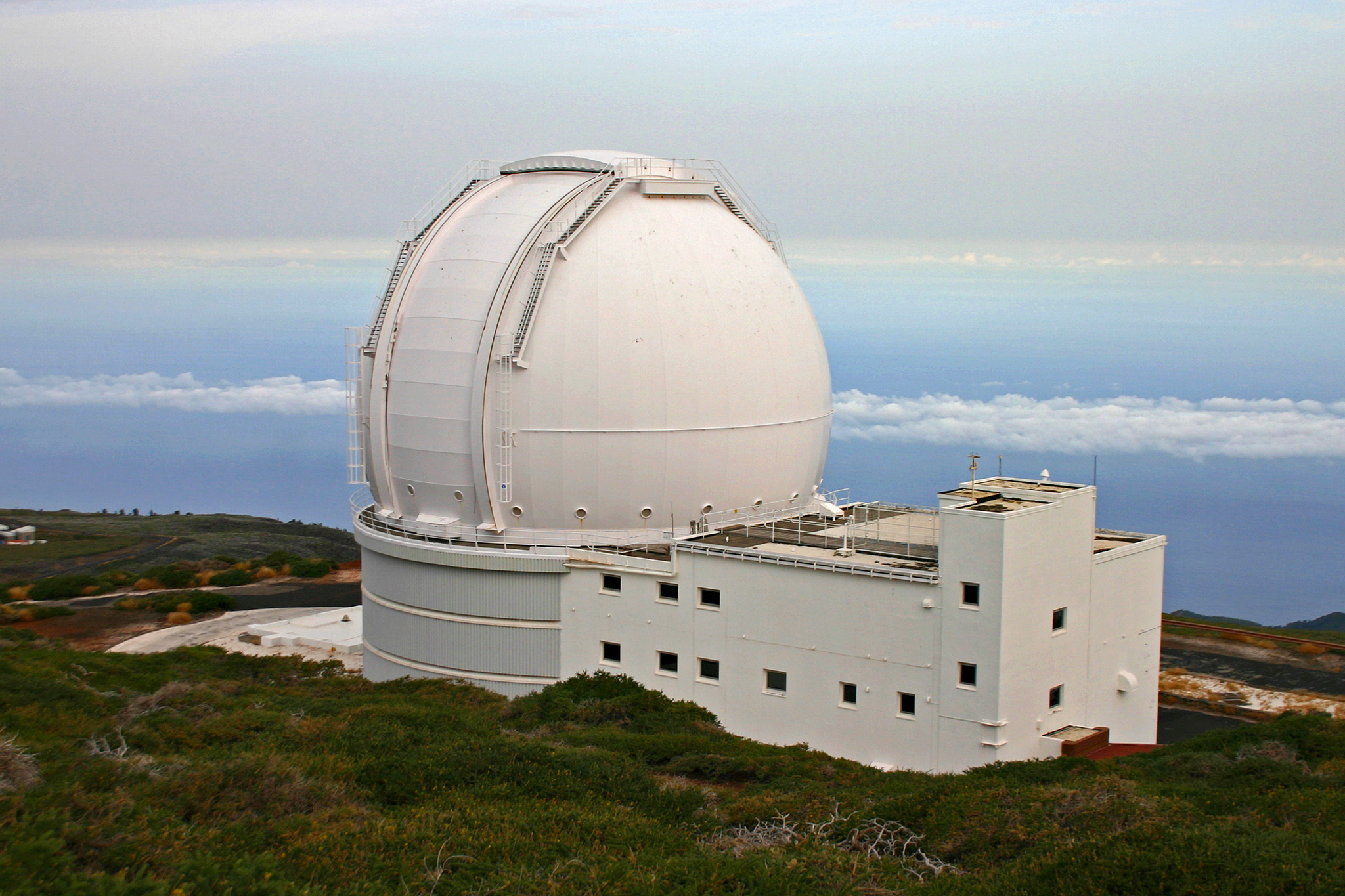

윌리엄 허셜 망원경(William Herschel Telescope; WHT)은 에스파냐령 카나리아 제도 라팔마섬 로크 데 로스 무차초스 천문대에 소재한 가시광/근적외선 대역 반사망원경이다. 구경은 4.2 미터로 아이작 뉴턴 망원경군의 일부이다. 명칭은 윌리엄 허셜에서 유래하였으며 영국, 네덜란드, 에스파냐에서 공동투자하여 만들었다.
1987년 건설 당시 WHT는 세계에서 세 번째로 큰 단일 반사망원경이었다. 현재도 유럽에서 두 번째로 큰 반사망원경이며 그루브 파슨스가 제작한 마지막 망원경이기도 하다.
WHT는 가시광선과 근적외선 대역에서 활동하는 다양한 기구를 장비하고 있다. 전문적 천문학자들은 이 기구들을 사용해 다양한 연구를 수행한다. 이 망원경을 사용한 과학적 발견으로는 우리은하 중심의 초대질량 블랙홀의 존재 증거 포착, 감마선폭발체의 첫 가시광 관측 등이 있다.